# Radical 38
El radical 38, representado por el carácter Han 女, es uno de los 214 radicales del diccionario de Kangxi. En mandarín estándar es llamado 女部　(nǚ bù, radical «mujer»), en japonés es llamado 女部, じょぶ　(jobu), y en coreano 녀 (nyeo). Este carácter , que por sí mismo significa «mujer», aparece como radical en muchos caracteres relacionados con el sexo femenino (por ejemplo en 妹, «hermana»; 她, «ella»; 妃 «emperatriz»).
El radical «mujer» aparece en muchas ocasiones en la parte izquierda de los caracteres clasificados bajo este (por ejemplo, 娘). En otras ocasiones aparece en la parte inferior de los caracteres (por ejemplo en 委).

## Nombres populares
- Mandarín estándar: 女字旁, nǚ zì páng, «símbolo “mujer” a un lado».
- Coreano: 계집녀부, gyejip nyeo bu «radical nyeo-mujer».
- Japonés: 女（おんな）, onna, «mujer»; 女偏（おんなへん）, onna hen, «mujer en el lado izquierdo del radical».[1]
- En occidente: radical «mujer».

## Galería
| Estilos antiguos                                 | Estilos antiguos                  | Estilos antiguos                        | Estilos antiguos                   | Estilos antiguos                   | Estilos empleados actualmente       | Estilos empleados actualmente  | Estilos empleados actualmente    | Estilos empleados actualmente   | Estilos empleados actualmente  |
|                                                  |                                   |                                         |                                    |                                    |                                     | 女                             | 女                               |                                 |                                |
| 甲骨文 jiǎgǔwén (escritura de huesos oraculares) | 金文 jīnwén (escritura de bronce) | 简帛 jiǎnbó (escritura de bambú y seda) | 篆文 zhuànwén (escritura de sello) | 篆文 zhuànwén (escritura de sello) | 隸書 lìshū (estilo de los escribas) | 楷書 kǎishū (estilo regular)   | 楷書 kǎishū (estilo regular)     | 行書 xǐngshū (estilo corriente) | 草書 cǎoshū (estilo de hierba) |
| 甲骨文 jiǎgǔwén (escritura de huesos oraculares) | 金文 jīnwén (escritura de bronce) | 简帛 jiǎnbó (escritura de bambú y seda) | 大篆 dàzhuàn (sello grande)        | 小篆 xiǎozhuàn (sello pequeño)     | 隸書 lìshū (estilo de los escribas) | 繁體／繁体 fántǐ (tradicional) | 简体／簡體 jiǎntǐ (simplificado) | 行書 xǐngshū (estilo corriente) | 草書 cǎoshū (estilo de hierba) |

## Caracteres con el radical 38
| trazos | carácter |
| ------ | --- |
| + 0    | 女 |
| + 2    | 奴 奵 奶 |
| + 3    | 奷 奸 她 奺 奻 奼 好 奾 奿 妀 妁 如 妃 妄 妅 妆 妇 妈 娄 |
| + 4    | 妉 妊 妋 妌 妍 妎 妏 妐 妑 妒 妓 妔 妕 妖 妗 妘 妙 妚 妛 妜 妝 妞 妟 妠 妡 妢 妣 妤 妥 妦 妧 妨 妩 妪 妫                                                                                              |
| + 5    | 妬 妭 妮 妯 妰 妱 妲 妳 妴 妵 妶 妷 妸 妹 妺 妻 妼 妽 妾 妿 姀 姁 姂 姃 姄 姅 姆 姇 姈 姉 姊 始 姌 姍 姎 姏 姐 姑 姒 姓 委 姕 姖 姗                                                                   |
| + 6    | 姘 姙 姚 姛 姜 姝 姞 姟 姠 姡 姢 姣 姤 姥 姦 姧 姨 姩 姪 姫 姬 姭 姮 姯 姰 姱 姲 姳 姴 姵 姶 姷 姸 姹 姺 姻 姼 姽 姾 姿 娀 威 娂 娃 娅 娆 娇 娈                                                       |
| + 7    | 娉 娊 娋 娌 娍 娎 娏 娐 娑 娒 娓 娔 娕 娖 娗 娘 娙 娚 娛 娜 娝 娞 娟 娠 娡 娢 娣 娤 娥 娦 娧 娨 娩 娪 娫 娬 娭 娮 娯 娰 娱 娲 娳 娴                                                                   |
| + 8    | 娵 娶 娷 娸 娹 娺 娻 娼 娽 娾 娿 婀 婁 婂 婃 婄 婅 婆 婇 婈 婉 婊 婋 婌 婍 婎 婏 婐 婑 婒 婓 婔 婕 婖 婗 婘 婙 婚 婛 婜 婝 婞 婟 婠 婡 婢 婣 婤 婥 婦 婧 婨 婩 婪 婫 婬 婭 婮 婯 婰 婱 婲 婳 婴 婵 婶 |
| + 9    | 婷 婸 婹 婺 婻 婼 婽 婾 婿 媀 媁 媂 媃 媄 媅 媆 媇 媈 媉 媊 媋 媌 媍 媎 媏 媐 媑 媒 媓 媔 媕 媖 媗 媘 媙 媚 媛媜 媝 媞 媟 媠 媡 媢 媣 媤 媥 媦 媧 媨 媩 媪 媫 媬 媭 媮 媯                             |
| + 10   | 媰 媱 媲 媳 媴 媵 媶 媷 媸 媹 媺 媻 媼 媽 媾 媿 嫀 嫁 嫂 嫃 嫄 嫅 嫆嫇 嫈 嫉 嫊 嫋 嫌 嫍 嫎 嫏 嫐 嫑 嫒 嫓 嫔 嫕 嫖                                                                                   |
| + 11   | 嫗 嫘 嫙 嫚 嫛 嫜 嫝 嫞 嫟 嫠 嫡 嫢 嫣 嫤 嫥 嫦 嫧 嫨 嫩 嫪 嫫 嫬 嫭 嫮 嫯 嫰 嫱 嫲 嫳 嫴 |
| + 12   | 嫵 嫶 嫷 嫸 嫹 嫺 嫻 嫼 嫽 嫾 嫿 嬀 嬁 嬂 嬃 嬄 嬅 嬆 嬇 嬈 嬉 嬊 嬋 嬌 嬍 嬎 嬏 |
| + 13   | 嬐 嬑 嬒 嬓 嬔 嬕 嬖 嬗 嬘 嬙 嬚 嬛 嬜 嬝 嬞 嬟 嬠 嬡 嬢 |
| + 14   | 嬣 嬤 嬥 嬦 嬧 嬨 嬩 嬪 嬫 嬬 嬭 嬮 嬯 嬰 嬱 嬲 嬳 嬴 嬵 嬶 |
| + 15   | 嬷 嬸 嬺 嬻 嬼 |
| + 16   | 嬹 嬽 嬾 嬿 |
| + 17   | 孀 孁 孂 孃 孄 孅 孆 |
| + 18   | 孇 孈 孉 |
| + 19   | 孊 孋 孌 孍 |
| + 21   | 孎 孏 |